# 曾旭清
曾旭清（1909年—1998年10月12日），又名曾旭庆，四川省达州市宣汉县下八场人，中国人民解放军将领、中国人民解放军开国少将。

## 生平
1933年，参加中国工农红军，同年加入中国共产党。第一次国共内战期间，任宣汉县六区游击队队长，政治指导员，县独立营营长，中共丹巴县委书记。参加了长征。抗日战争时期，任八路军129师政治部干事，晋南支队政治部民运股股长，大队政治委员，晋南独立支队武装科科长，115师教导第6旅17团政治委员，冀鲁边军区二分区政治委员兼中共地委书记，渤海军区第二军分区政治委员兼中共地委书记。
第二次国共内战时期，任渤海军区第二军分区政治委员兼警备6旅政治委员，山东野战军渤海纵队第7师政治委员。1949年任第三野战军第三十三军98师师长兼政治委员。中华人民共和国成立后，任淞沪警备司令部副参谋长、参谋长，华东军区公安军司令部副参谋长、参谋长，华东军区工程兵部主任，工程兵特种工程指挥部副司令员。1963年起任工程兵副参谋长，工程兵副司令员。1955年被授予少将军衔。是中国人民政治协商会议第五届全国委员会委员。1998年10月12日，在上海逝世。